# Mabellarca dautzenbergi
Mabellarca dautzenbergi is een tweekleppigensoort uit de familie van de Arcidae. De wetenschappelijke naam van de soort is voor het eerst geldig gepubliceerd in 1907 door Lamy.